# Підчеплений по-крупному
Підчеплений по-крупному[джерело?] (англ. 52 Pick-Up) — американський трилер 1986 року.

## Сюжет
Бізнесмен Гаррі Мітчелл ось вже більше двадцяти років живе щасливим сімейним життям зі своєю дружиною Барбарою, яка збирається балотуватися на виборах в міську раду. Але одного разу троє озброєних людей в масках шантажують його, показуючи компрометуючу відеокасету, на якій він знятий зі своєю коханкою, і вимагають велику суму грошей. Він не може звернутися в поліцію, тому що боїться зіпсувати дружині кар'єру. За невиконання вимог шантажисти вбивають дівчину. Після цього Гаррі сам починає мстити шантажистам.

## У ролях
| Актор               | Роль            |
| ------------------- | --------------- |
| Рой Шайдер          | Гаррі Мітчелл   |
| Енн-Маргрет         | Барбара Мітчелл |
| Веніті              | Дорін           |
| Джон Гловер         | Алан Реймі      |
| Келлі Престон       | Сіні            |
| Роберт Требор       | Лео Френкс      |
| Лонні Чепмен        | Джим О'Бойл     |
| Дуг МакКлюр         | Марк Арвесона   |
| Кларенс Вільямс III | Боббі Ши        |
| Арлін Міллер        |                 |
| Алекс Хентелоф      | Ден Ловенталь   |